# John Hatch (basket-ball, 1947)
Pour les articles homonymes, voir Hatch.
Ne doit pas être confondu avec John Hatch (basket-ball, 1962).
John Hatch, né le 4 janvier 1947, à Colonia Juárez, au Mexique, est un ancien joueur mexicain de basket-ball. Il évolue durant sa carrière au poste d'ailier.

## Palmarès
- Finaliste des Jeux panaméricains de 1967